# Лідія Заменгоф
Лідія Лазарівна Заменгоф (есп. Lidja Zamenhof, пол. Lidia Zamenhof; 29 січня 1904, Варшава — осінь 1942 або серпень 1944, Треблінка) — польська есперантистка, перекладачка, адвокатка і громадська діячка, дочка Людвіка Заменгофа.

## Біографія
Лідія Заменгоф народилася у Варшаві в 1904 році, була молодшою дочкою засновника есперанто Л. Л. Заменгофа. Вивчила есперанто у 9-річному віці й з 14-ти почала перекладати на есперанто з польської мови; її перші публікації з'явилися уже через кілька років.
Здобувши в 1925 році юридичну освіту у Варшавському університеті, вона повністю присвятила себе діяльності в сфері есперанто і гомаранізму. Починаючи з Віденського Всесвітнього конгресу есперантистів 1924 року, Лідія брала участь у всіх всесвітніх конгресах до 1939 року (за винятком конгресу 1938 року в Англії, оскільки в цей час перебувала в США). У 1925 році на 17-му Всесвітньому конгресі есперантистів в Женеві вона познайомилася з бахаїзмом і відтоді стала активною адепткою цієї віри.
Лідія Заменгоф обіймала посаду секретарки варшавського товариства есперантистів «Конкордо», працювала інструкторкою викладання есперанто за методом Чеха, об'їздила багато країн з метою пропаганди цього методу та мови есперанто в цілому. Л. Заменгоф співпрацювала з різними організаціями есперантистів — Міжнародною студентською Лігою, Всесвітньою асоціацією есперанто, Інститутом Чеха, а також організаціями прихильників бахаїзму.
У 1937 році Лідія Заменгоф вирушила до США, де тривалий час викладала есперанто, але в грудні 1938 року імміграційна служба США відмовила їй у продовженні візи через «незаконно оплачувану роботу» з викладання есперанто, і вона мусила повернутися до Польщі.
Після окупації Польщі в 1939 році її будинок у Варшаві опинився на території Варшавського гетто. Лідію заарештували, звинувативши в тому, що вела в США антинацистську пропаганду, але за кілька місяців звільнили. Перебуваючи на волі, діставала ліки та продукти для заарештованих, а на пропозиції втекти з країни відповідала відмовою. У 1942 році її знову заарештували й відправили до табору смерті в Треблінці, де вбили в газовій камері восени 1942 року. Інші джерела повідомляють, що Заменгоф розстріляли в серпні 1944 року.

## Співпраця з періодичними виданнями
Співпрацювала також із багатьма періодичними есперанто-виданнями: Literatura Mondo («Літературний світ», переважно в області вивчення польської літератури), Pola Esperantisto («Польський есперантист»), La Praktiko («Практика»), Heroldo de Esperanto («Кур'єр есперанто»), Enciklopedio de Esperanto («Енциклопедія есперанто») й іншими.

## Перекладацька діяльність
Добре відомий її переклад на есперанто польськомовного роману «Quo Vadis?» Г. Сенкевича, опублікований в 1933 році.

## Вшанування пам'яті

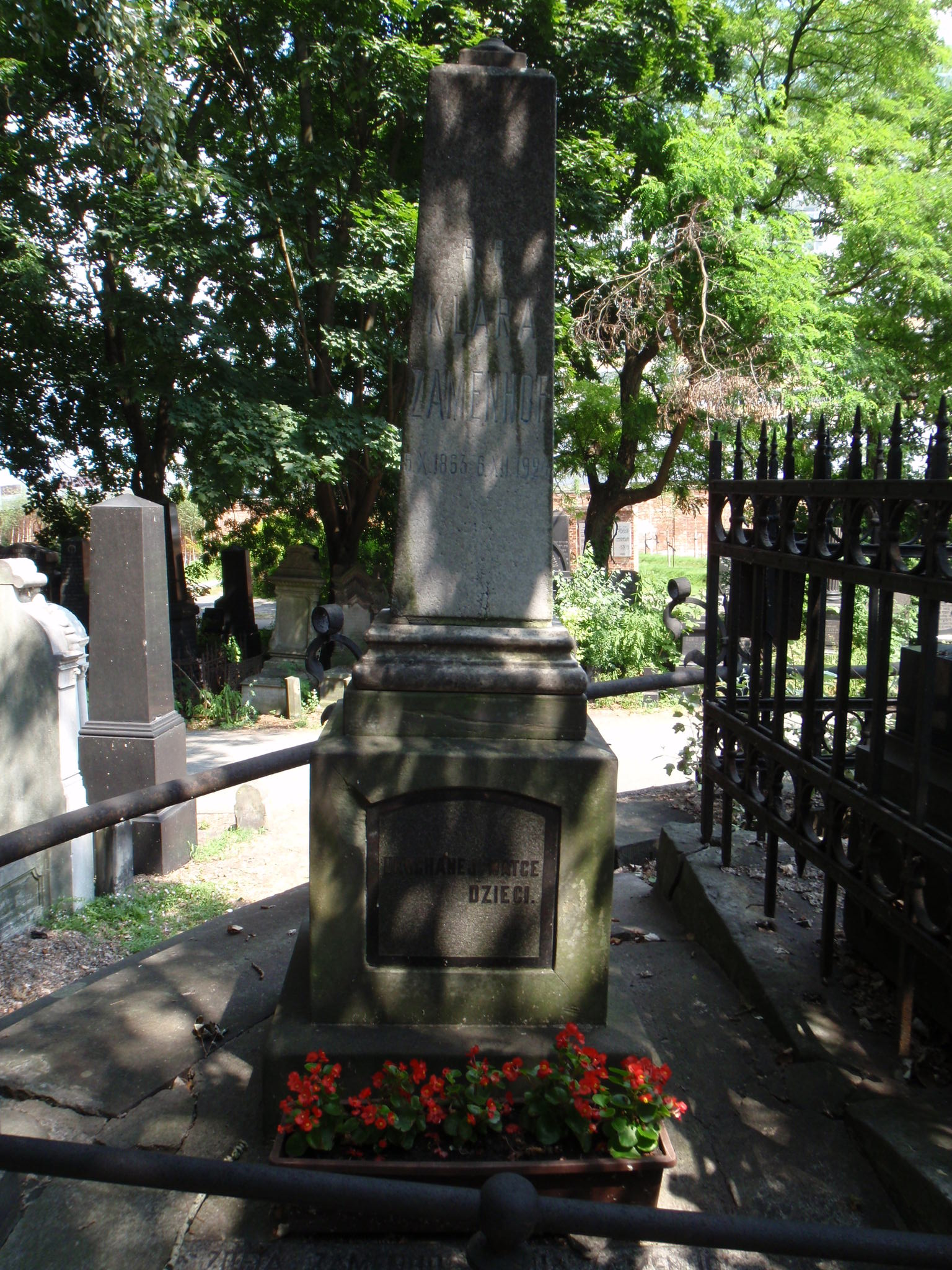
Кенотаф Лідії Заменгоф

- Символічна могила (кенотаф) Лідії Заменгоф знаходиться на єврейському кладовищі Варшави — меморіальна табличка на могилі її матері Клари Заменгоф, поруч з такою ж табличкою на честь сестри Лідії — Софії, також загиблої в Треблінці.
- У 1993 році на честь Лідії Заменгоф названо один із підрозділів дитячої клініки доктора Заменгофа в м. Білостоку, Польща.
- У 1995 році в меморіальному музеї Голокосту (США) у Вашингтоні пройшов вечір пам'яті Лідії Заменгоф, де були відзначені зусилля есперантистів для порятунку євреїв, яких переслідували під час Другої світової війни.
- У 2004 році, до 100-річчя від дня народження Лідії Заменгоф, вийшла друком книга «Por ke la tagoj de la homaro estu pli lumaj», куди увійшли її численні публіцистичні статті, рецензії та есе.